# Hipoesprai
Un hipoesprai és un dispositiu mèdic de la sèrie de televisió de ciència-ficció Star Trek. És similar a una pistola injectora, un dispositiu mèdic real, amb la principal diferència que el dispositiu mèdic fictici no penetra a la pell.
El concepte d'hipoesprai es va desenvolupar quan els productors de la sèrie original Star Trek van descobrir que els estàndards i pràctiques de radiodifusió de la NBC prohibien l'ús de xeringues hipodèrmiques per injectar medicaments; l'hipoesprai sense agulla evitava aquest problema. L'objecte utilitzata a la sèrie original semblava ser una injecció de combustible modificat per a un gran motor dièsel d'automòbil, similar als motors dels quals es van derivar els injectors de jet.

## A l'univers deStar Trek
A l'univers de Star Trek, l'hipoesprai es va desenvolupar a mitjans del segle XXII, ja que apareix a Star Trek: Enterprise. Molts personatges l'utilitzen, incloent-hi la Dra. Crusher a Star Trek: La nova generació, El Doctor a Star Trek: Voyager i el Dr. McCoy a Star Trek: La sèrie original.
El dispositiu aplica la medicació ruixant-la sobre la pell i es pot utilitzar directament o a través de la roba.L'injector de raig de la vida real normalment s'aplica a la part superior del braç, però l'hipoesprai fictici de vegades s'aplica al coll. Administra medicaments per via subcutània i intramuscular.
L'hipoesprai és extremadament versàtil, ja que els vials de medicament es poden canviar ràpidament des de la part inferior de l'hipoesprai. Com que l'hipoesprai no conté sang, no es contamina per l'ús. Això permet que s'utilitzi en molts pacients fins que s'esgoti l'hipoesprai.